# Kerner (uva)

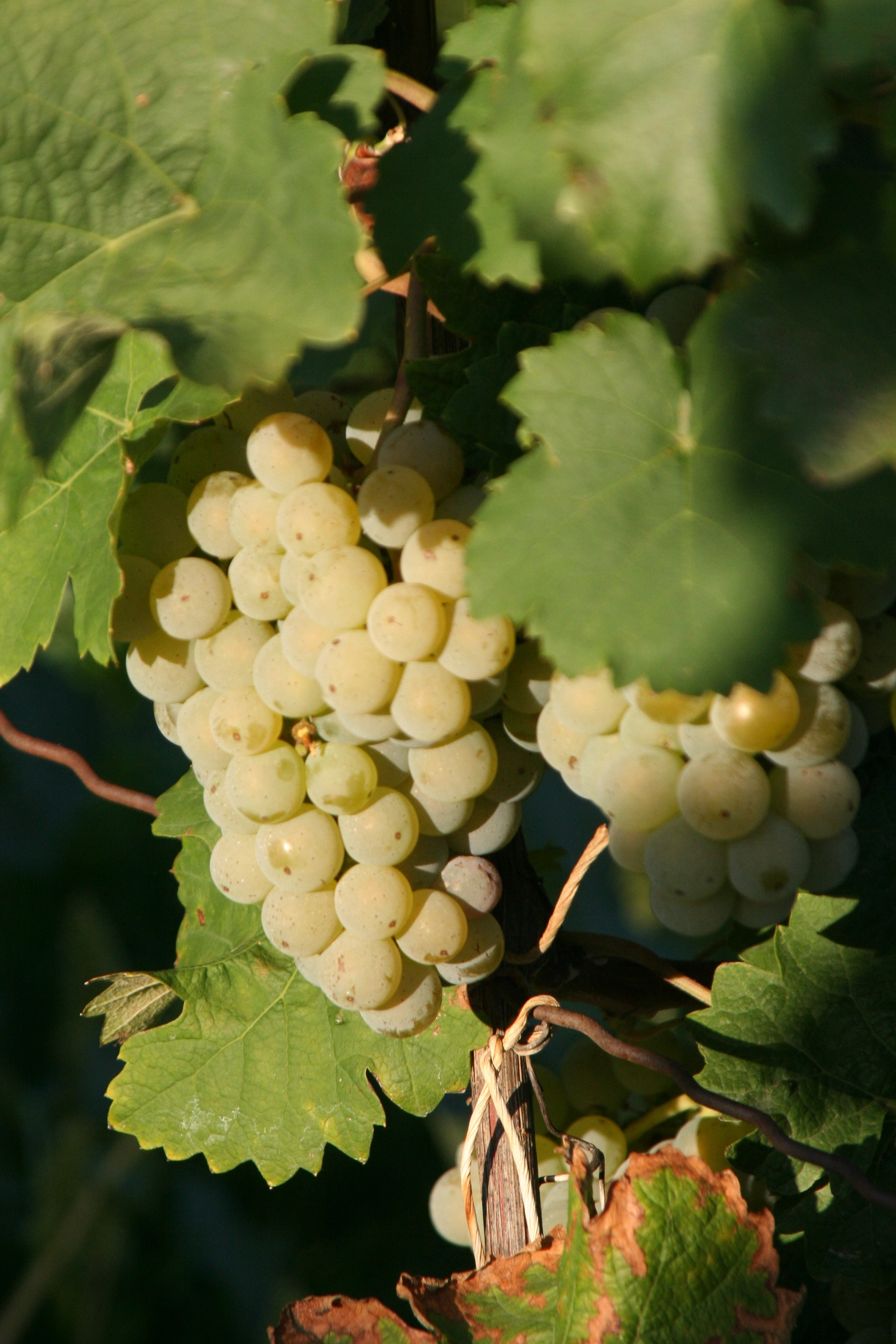
Racimos de kerner.

La kerner es una uva blanca aromática. Fue engendrada en 1929 por August Herold mediante un cruce entre la trollinger (una variedad tinta conocida también como schiava grossa o vernatsch) y la riesling. Herold estaba trabajando en una estación de engendramiento de plantones en Lauffen, región de Württemberg, Alemania. Esta estación pertenecía a un instituto gubernamental que tenía su sede central en Weinsberg. Recibió protección como variedad y fue usada para el cultivo general en 1969.
La kerner fue nombrada en honor de un poeta y médico de Suabia, Justinus Kerner, en cuya obra hay canciones y poemas dedicados al vino. Kerner vivió desde 1818 hasta su muerte en Weinsberg.
En 2006 la kerner fue la octava variedad más plantada en Alemania, con 4.004 ha y un 3,9% del total de la superficie de viñedos. La tendendia desde mediados de 1990 de las plantaciones alemanas de kerner ha sido decreciente, tal y como ha ocurrido con otras variedades de "nueva engendración", como la müller-thurgau y bacchus. Las plantaciones alemanas de kerner alcanzaron su punto más alto en torno a 1990, cuando había unas 8000 ha y un 7,5% del total de la superficie de viñedos. Durante un tiempo, en torno a 1995, fue la tercera variedad más plantada de Alemania, después de la riesling y la müller-thurgau.
La kerner es la variedad más común en las regiones alemanas del Palatinado, Renania, Mosel y Württemberg, pero también hay plantaciones en la región austríaca de Estiria, en Suiza y en la provincia italiana de Tirol del Sur. Fue introducida en Tirol del Sur a comienzos de la década de 1970 y logró el estatus de Denominazione di Origine Controllata (DOC) en 1993.

## Viticultura
La kerner es una vid vigorosa. Las hojas son de tamaño medio con briznas verde oscuro y un borde dentado. La vid tiene un tamaño medio y el racimo es compacto. Es de brotación tardía, por lo que los brotes maduran bien y muestra una resistencia considerable a los vientos fríos y puede sobrevivir a una temperatura de –10 °C. En comparación con la riesling, la kerner puede crece en condiciones menos favorables y dar mayores rendimientos. La maduración es a comienzos de octubre. Esta vid crece en todos los tipos de suelo. Generalmente se cultiva en laderas y en las laderas soledas puede crecer a altitudes de 800-900 metros. Este cruce no es sensible al mildiu ni a la botritis, pero en malas condiciones climáticas estas enfermedades pueden causar problemas. No hay problemas de plagas porque en condiciones frías estas no pueden desarrollarse.

## Vinos
El vino tiene un color transparente y amarillo pajizo y a veces muestra reflejos dorados. Tiene un buqué varietal, a menudo con un tono a moscatel, aromas frescos y sabores a mezcla de frutas blancas, con notas a manzana, pomelo y una nota tropical de mango. A igual que el vino de riesling, el vino de kerner es freco, picante y afrutado, pero con una acidez más suave y con más cuerpo.

## Descendencia
La variedad kernling es una mutación de la kerner. Se han creado tres variedades cruzando la kerner con otras. La juwel y la silchner son un cruce entre kerner y silvaner (pero no son idénticas, ya que cada una tiene una combinación distinta del material genético de sus padres) y la roter milan es un cruce entre la kerner y la pinot noir.

## Sinónimos
La kerner es conocida con los sinónimos herold triumpf, herold weiss, schiava grossa x riesling renano WE 25/30, trollinger x riesling renano WE S 25/30, WE S 2530, weinsberg S 25-30 y weißer herold.